# ボクスホール・ヴィクター
ボクスホール・ヴィクター（Vauxhall Victor）は、ゼネラルモーターズ（GM）の英国現地法人のボクスホール社が1957年から1976年まで生産していた小型 / 中型の乗用車である。ヴィクターは、廃止されるワイヴァーン（Wyvern）の代替として導入され、後にVXシリーズと改称されて、西ドイツのオペル・レコルト Dを基にしたカールトンにより代替される1978年まで続いた。最後のモデルは1980年代から1990年代初めにインドのヒンダスタン・モーターズでいすゞ製エンジンを搭載したヒンダスタン・コンテッサ（Hindustan Contessa）としてライセンス生産された。
オリジナルのヴィクターはパノラミック・ウインドスクリーンを採用した車であり、米国（ボクスホールは1925年以来GMの一部だったためポンティアックのディラーで販売された）、カナダ、オーストラリア、ニュージーランド、南アフリカ共和国や、セイロン（現在のスリランカ）、インド、パキスタン、マレーシア、タイ王国、シンガポールといったアジアの左側通行の市場向けに当時は輸出量の多い英国車であった。
カナダではこの車はボクスホール・ヴィクター（ポンティアック/ビュイックのディーラー網を通じて）と「エンヴォイ」（"Envoy"、シボレー / オールズモビルのディーラー網を通じて）の名前で販売された。ヴィクターにはボクスホールにとり初めて社内でデザインされたエステート版が用意され、4ドア・サルーンを補完した。

## F シリーズ
オリジナルのヴィクター（1957年 - 1961年）はFシリーズと呼ばれ、総計39万台以上が生産された。この車はモノコック構造のボディと曲率が高く、広い面積の前後面窓を持っており、その当時の米国車のスタイリングの流行を追って窓のピラーは後傾していた。実際にボディのスタイリングは1957年モデルのシボレー・ベルエアから直接派生したものであったが、この2台を横に並べてみなければ納得することは困難である。長さを縮められ幅を狭められたボディの外観を徹底的に損なっているものは、その他のボディの線とは全くちぐはぐな径の小さなホイールとホイールアーチであった。前後席はレーヨンと「エラストファブ」（"Elastofab"）で覆われたベンチシートで、内装は標準で2色が配されていた。スーパー・モデルには窓回り、オーナメント、前部フェンダーに入ったボクスホール車特有のフルートといった目立つ場所にクロームが奢られていた。排気管は後部バンパーを貫通し、ドアにはアームレスト、開くと点灯するドアのカーテシーランプ、2本スポークのハンドル、ダブルサンバイザーを装備していた。1958年にはエステート版が導入された。外装に手が加えられシリーズIIになると’57年モデルのシボレーが持っていたスタイリング上の特徴の全てを失い、涙滴形をした「ボクスホール」・フルートは前から後ろまで延びる一本のクローム製ストライプに取って代わられた。彫刻的な「通風口」が空いた後部バンパー端は、排気の残留物で酷く錆びを発生するために平らで真っ直ぐなものに替えられた。興味深いことに古い型の後部バンパー端は、その後長い間様々な架装車やアイスクリーム販売用バンに使用された。
エンジンは同時期のワイヴァーンのものとほぼ同じ排気量であったが、新し過ぎるほどであった。ゼニス製単装キャブレターで55 bhp (41 kW)/4200 rpm を発生し、長期間の故障知らずという評判を得た。この年はワイヴァーンの6.8:1 から 7.8:1 へ圧縮比を上げることができるようにボクスホールが「ハイオク」ガソリン仕様を標準とした時期であった。戦後の燃料配給制が終わり1953年末から英国ではハイオク・ガソリンが入手できるようになり、当時のオクタン価は平均93であったがその後の4年間でこれは95（RON）まで徐々に上がっていった。
ヴィクターの3段トランスミッションは全ての前進ギアにシンクロメッシュ機構を備え、コラムに配されたレバーで操作された。1958年初めに2ペダルのニュートンドライブ（Newtondrive）がオプションに設定された。

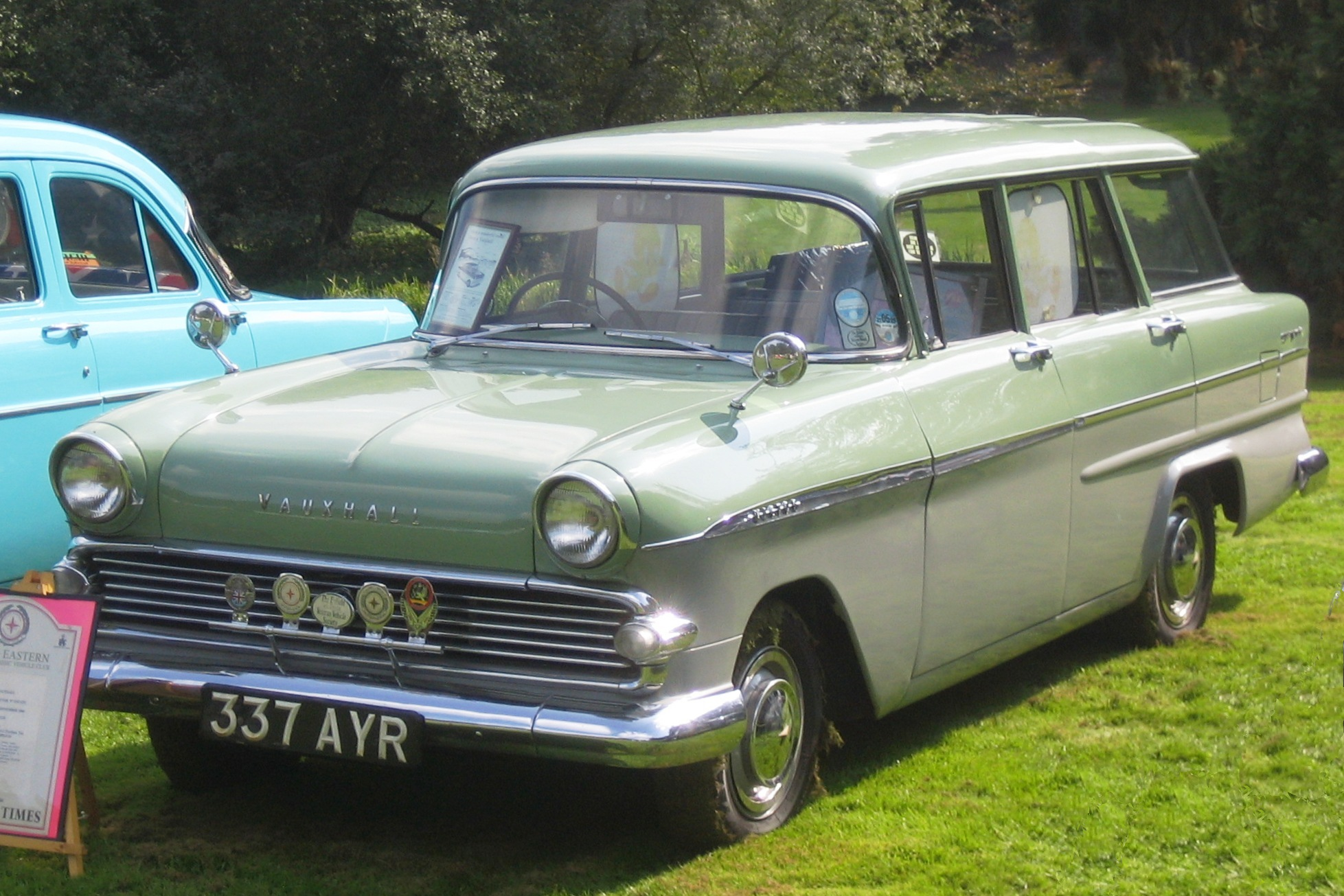
1959年以降の単純化されたグリルと彫刻的な造形が薄らいだ後部ドアのヴィクター FA エステート

前輪サスペンションはコイルスプリングを使用した独立懸架でクロスメンバにゴム緩衝材で取り付けられたアンチ・ロールバーを備えていた。後輪サスペンションは半楕円の板バネで吊られた固定車軸であった。ステアリング機構はボール循環式、ブレーキにはロッキード製油圧式8 in (200 mm)径ドラムブレーキを使用していた。
1957年に英国の『ザ・モーター』誌が「スーパー」モデルをテストし、最高速度74.4 mph (119.7 km/h)と0-60 mph (97 km/h)加速に 28.1 秒、31.0ml/英ガロン (12.3 L/100 km; 19.1 mpg-US)　の燃料消費率を記録した。テスト車は、税込みで£ 758であった。エステート版は£931であった。
外装が単純化されたシリーズIIが1959年に発表された。新型車は、革内装と独立した前席を備えるデラックス（De-Luxe）を最上級として3つのモデルが用意された。

## FB シリーズとVX4/90
よりクリーンなスタイリングとなったFBが1961年から1964年まで販売された。この車は各国に輸出されたが、ポンティアック、オールズモビル、ビュイックが独自の国産コンパクト車を揃えるようになったため米国市場へは1961年以降は輸出されなくなった。結果的にモデルチェンジされる1964年までにFBのみで32万8,000台の販売を記録した。ボディのスタイリングはGMの如何なる影響も感じさせないもので、平坦な前部とタートル・デッキ（turtle-deck）の後部は少し前の米国フォード車を思い起こさせるものであった。機械機構的な主な変更点は、オプションで全段シンクロメッシュ機構付4速フロアシフトが設定されたことであったが、標準では以前の3速コラムシフトを引き続き使用していた。エンジンも高圧縮比化と配管が刷新され出力は49.5 bhp (37 kW; 50 PS)へ増加した。1963年9月に排気量が1508 から 1594 ccへ拡大され、上がり続けて97（RON）となった英国内で販売されるハイオク・ガソリンの平均オクタン価（ヴィクターのエンジンはハイオク仕様が標準となっていた）に応じて排気量拡大と同時に標準エンジンの圧縮比が更に高められ8.1:1 から 8.5:1 となった。1963年は、大型の14 in (360 mm)ホイールと共に前輪ディスクブレーキがオプションに設定された年でもあった。大排気量エンジンを搭載したモデルは顔回りに手を入れられてグリルが黒塗装とされ、グリル両側最下端のパーキングライトが新しくされた。
ビニール表皮の前席ベンチシートがベースモデルとスーパー ヴィクターの標準であったが、左右独立シートはデラックスに標準、下級モデルにはオプションで用意された。ヒーター、フォグライト、ラジオ、スクリーン・ウォッシャー、後退灯、シートベルトとぃったものがオプションに設定された。
1961年に英国の『ザ・モーター』誌が1,508 ccエンジン搭載の「スーパー」をテストし、最高速度76.2 mph (122.6 km/h)と0-60 mph (97 km/h)加速に 22.6 秒、32.2 ml/英ガロン  (12.3 L/100 km; 19.1 mpg-US)　の燃料消費率を記録した。テスト車は、£251の税込みで£ 798であった。
71 bhp (53 kW; 72 PS)を発生する連装キャブレター付の高圧縮比エンジンと倍力装置付ブレーキを備えたスポーツ仕様の派生型「VX4/90」も用意された。標準型とは外観上ボディ側面の色つきストライプ、新しくなったグリル、大型化されたテールライト覆いで識別できた。この外観上の差異は本質的にカナダ市場のみで販売されていたエンヴォイと同一であった。
4/90にはエステート版は設定されなかった。

## FC シリーズ
1964年から1967年までのFC（市場では101として）は、車室幅を広くとれるように側面窓に曲げガラスを用いた最初のボクスホール車であり、エステート版は同クラスの中で際立って容積の広い車であった。4年後にアウディ・100にも取り入れられた革新的なデザイン上の特徴は、長年米国車が共通に採用していたように車幅灯/方向指示灯を前部バンパーに組み込んだ点であった。英国で初となる彫刻的なバンパーはボディと連続した形を作り上げ、切り立ったボディ側面の縁をクロームで囲みドアハンドルを一体化した姿は全体的にはGM系列車としてはユニークなものであった。これに加えてヘッドライトを抱え込んだ幅いっぱいに広がるグリルはリンカーン・コンチネンタルを思い起こさせた。
この車はOHVエンジンを搭載した最後のヴィクターであり、コーク・ボトル ラインのボディを持つFDに代替される1967年末の生産終了まで23万8,000台が生産された。101という名称はFBの「101カ所を改良した」という意味が込められていた。FBシリーズとほぼ同じ3速コラムシフトとオプションの4速フロアシフトと共にベンチシートか左右独立式シートが提供され、「パワーグライド」オートマチックトランスミッション（AT）が選択できるようになった。もう一つの米国車風の装備は、オプションの光り物で飾り立てられたダッシュボードに内蔵されたラジオであった。
その他の動力関連部位と共にスポーツ仕様のVX 4/90はFBシリーズから発展したもので、アルミニウム製ヘッドカバー、高圧縮比、連装のゼニス 34IVキャブレター、堅められたサスペンションと追加の計器を備えていた。ボクスホールはVX4/90には念入りにオプションのリミテッド・スリップ・デフさえも用意していたが、これを注文装備した車はほとんどなかった。当時のVX4/90は、レースやラリーで目覚ましい活躍を見せていたより廉価なフォード・コーティナGTの影響を多大に受けていた。
全般的に錆による問題のために現存する101の台数はF、FBやFDにすら及ばず、生き残っている車両は希少である。101は不当に忘れ去られ、過小評価されている。
生産終了間近の1967年5月に英国の『オートカー』誌（Autocar）が66 bhp の1,595 ccエンジン、4速フロアシフトMTのヴィクター デラックスをテストし、最高速度81 mph (130 km/h)を記録したが、これは近い時期にテストされたオースチン・A60ケンブリッジ（Austin A60 Cambridge）やフォード・コーティナ 1600デラックスと同等であった。0-60 mph (97 km/h)加速の 20.4 秒という記録はオースチンよりもやや速かったが、軽量なコーティナよりは遅かった。テストでの燃料消費率は23.1 mpg (10.9 l/100 km)は同じクラスの他の車に比べて10%以上悪いクラス最低である一方で、メーカー希望小売価格はオースチンの£ 804やフォードの£ 761よりも高い£ 822であった。（3速コラムシフトMTに全輪ドラムブレーキのヴィクターであれば£ 806で買えた。）テストでは全般的に慎重な肯定の評価がなされており、快適性、操作の軽さ、（オプションの）倍力装置付ディスク/ドラムブレーキや操縦性には太鼓判を押していたが、ヴィクターのロール傾向や運転の仕方によつては燃料消費に大きく差が出ることに一役買っている低い変速ギヤ比に否定的であった。
1967年に全モデルのヴィクターのグリルが変わり、最後の年のフェイスリフトは当時のボクスホール車に共通のものであった。グリルを以前の安っぽい十字模様に代わりがっしりとした桟にしたことでより上質な高級感のあるものになった。

## FD シリーズ
1967年から1972年までのFDが発売されたのは、英国が通貨危機と先鋭的な労働争議の増加の只中にある時であり、これにより価格は上昇し品質は下降した。数値の上ではこの1,599 cc と1,975 cc のOHCエンジンの設計（スラントフォー：Slant Four）は先進的なものであったが、偶力バランスが崩れているという悪癖から米国の符牒で言う「ヘイ・ベーラー」（Hay Baler：乾草圧縮梱包機）という綽名を賜った。この車のサスペンション設計は、以前の英国の量産車がお茶を濁していたような部分は遥かに少なく、後輪は伝統的な板バネに代わりコイルスプリングを使用したトレーリングアームとパナールロッドで位置決めされた固定車軸、前輪はダブルウィッシュボーン形式であった。しかしながらFDの路上での性能と耐久性は、標準の状態ではカタログが謳う程のものではなかった。独立チューナーのブライデンスタイン（Blydenstein）は、オーバーヘッド・カムシャフトに効果的に改造を施し、ヴィクターの能力を最大限に発揮させた。
しかしFDは前席ベンチシートという伝統的なファミリーカーとしてのヴィクターからは距離を置き（とはいえベンチシート付のモデルもまだあったが）、快適で格好の良いバケットシートを前後席に注文することができた。これはヴィクター 2000（後に1970年のフェイスリフトで2000 SL）に標準で、ヴィクター 1600（1970年のフェイスリフトでスーパ－と改名）にはオプションであった。よりスポーティ仕様のVX4/90と6気筒エンジンのヴェントゥーラにはバケットシートが標準で、後者には1969年から可倒式バックレストが標準とされた。全てのバケットシート装着車はコラムシフトが標準であり、VX4/90とヴェントゥーラにはオプションでオーバードライブを装着することのできるフロアシフトにすることもできた。
1968年2月にボクスホールは、ヴィクター FDのボディーとこれまで大型のクレスタとヴァイカウントにのみ搭載していた3.3 Lの6気筒エンジンを組み合わせたボクスホール・ヴェントゥーラを発売した。88 bhp (66 kW; 89 PS)の2 Lの4気筒エンジンを搭載したヴィクターに比べ123 bhp (92 kW; 125 PS)のヴェントゥーラは、増大した出力に応じてより大きな前輪ブレーキ・キャリパーを備えていた。ヴェントゥーラは、その造作なく発揮する高性能のため兄弟モデルとはほぼ別の車であり、そういった意味で英国市場では同価格帯（1968年2月の税込価格£1,102）にこの車の明確な競合車は存在しなかった。内装には回転計を含む計器類が追加され、外観では太いタイヤ、ヴィクターの間隔の詰まった横棒仕立てのグリルがハーモニカ状となり屋根は黒のビニールレザーで覆われていた。

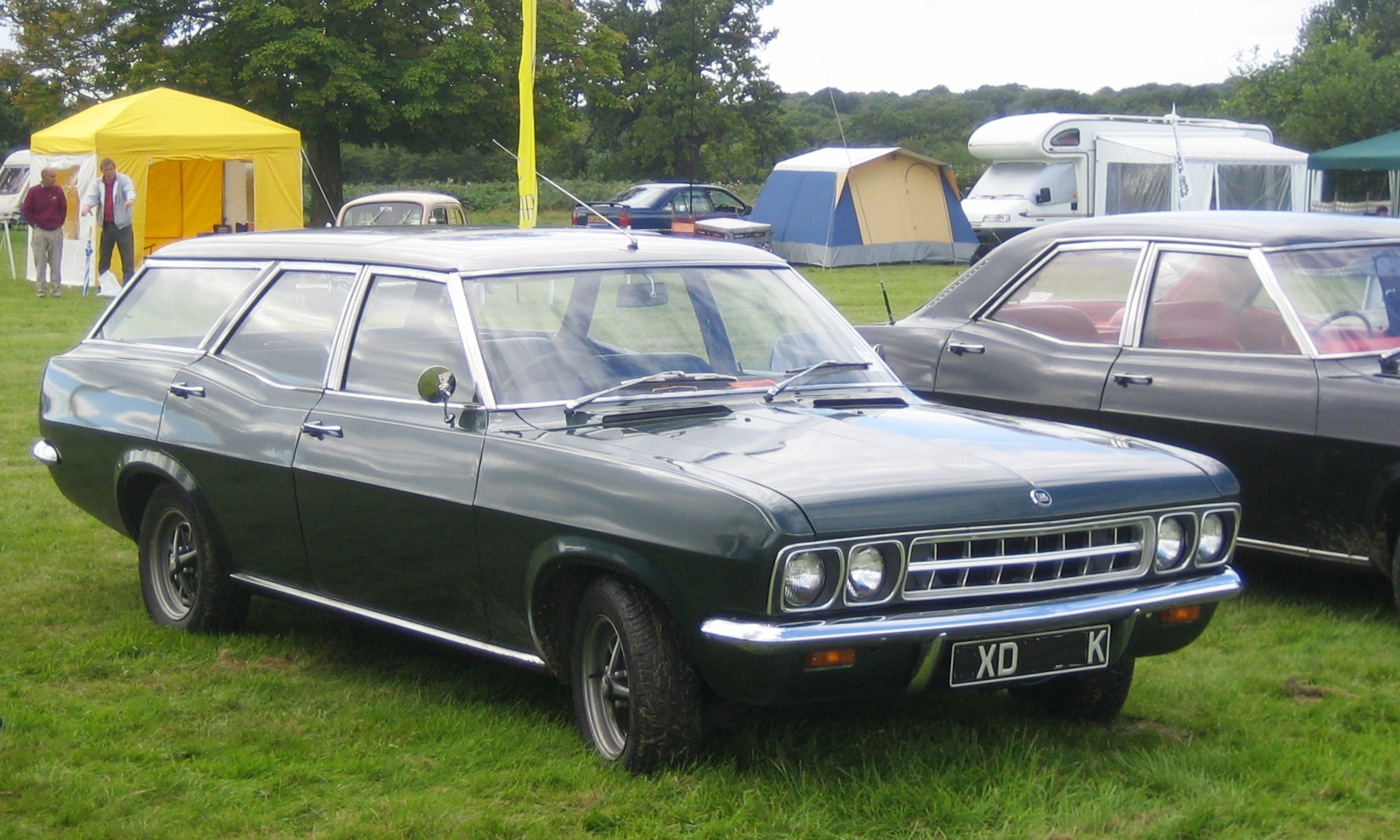
ヴィクターFD エステート。この時点ではヴェントゥーラのエステート版は存在せず、写真のヴィクター 3300SL エステートがヴェントゥーラの6気筒エンジンと比較的ベースモデルのヴィクターに近い内装を備えて1968年5月に登場した。

1968年5月にボクスホールの扱い車種にヴィクター FDを基にしたヴィクター エステートが復活した。サルーンと同様にエステートには1,599 cc か 1,975 ccの4気筒エンジンが選択可能で、通常はクレスタに搭載されている3,294 ccの6気筒エンジンも提供されていた。（3294 ccエンジンのヴィクター エステートは国内市場では唯一の6気筒エンジンを搭載したヴィクターであったが、6気筒エンジン搭載のサルーンは別名のヴェントゥーラが補完していた）エステート版では後輪サスペンションが強化され、ベースの1,599 ccモデル以外は全モデルが前輪ディスクブレーキ付であった。FDサルーンの標準トランスミッションはコラムシフトの3速MTであったが、4気筒モデルにも追い金を払えばフロアシフトの4速MTを注文することが可能であり、3,294 ccのヴィクター エステートにはフロアシフトの4速MTは全体パッケージ内に含まれていた。1,599 ccモデルに標準の前席ベンチシートの足元空間を確保するためにフロアシフトの変速レバーは十分前方の床から生えていた。

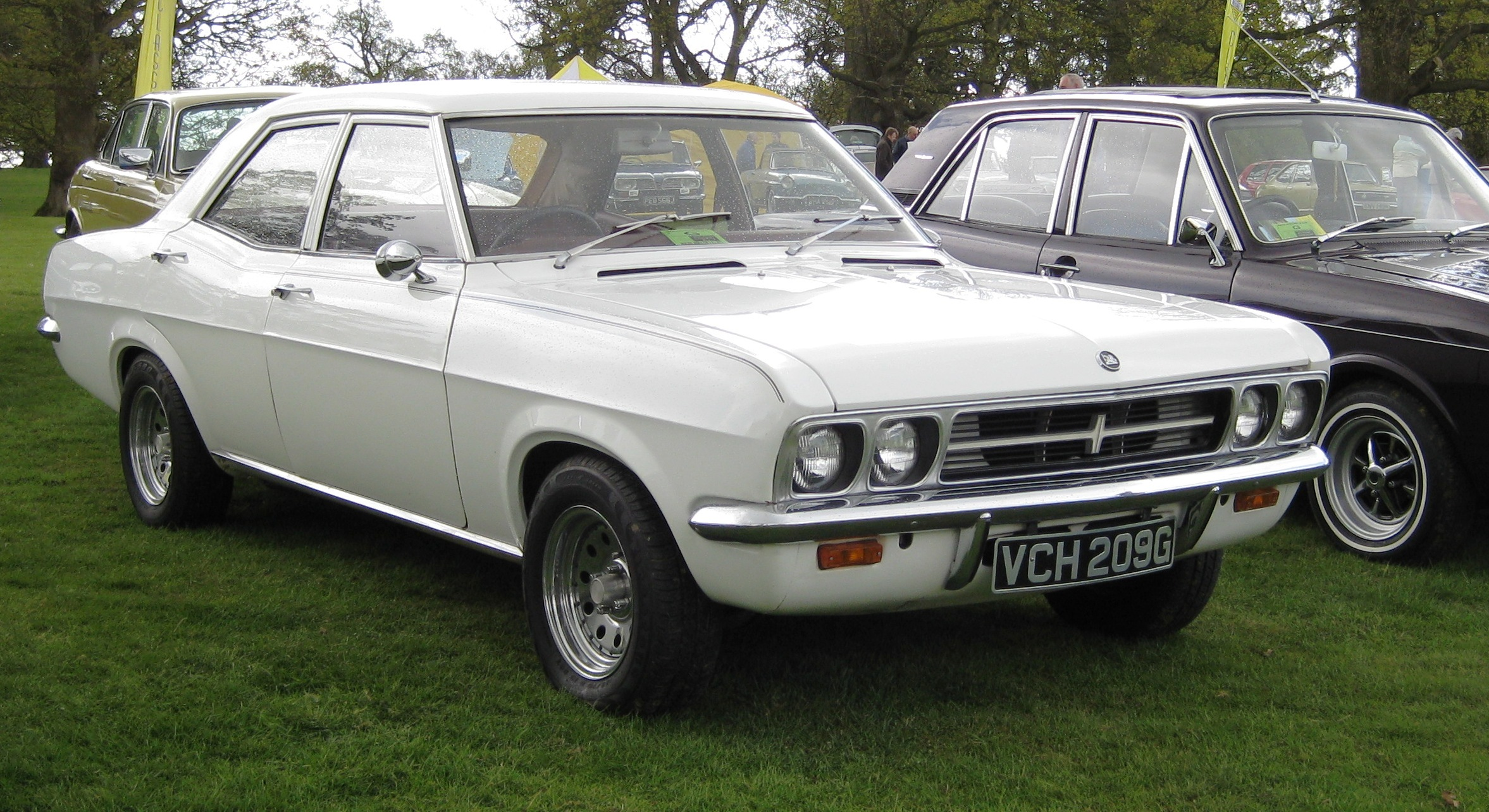
VX 4/90はヴィクターのスポーツ仕様であり、最初はFBを基にしていたが後にFCやFDシリーズにも設定された。

FDの販売はFCよりも少なく、1971年12月までの多少長い製造期間中に19万8,000台が生産された。1972年3月にヴィクター FEが発売された後もFDの新車が販売されていた。少ない生産台数は、1970年のボクスホール社の長期ストライキの影響と海外市場の幾つかで販売を止めたためであった。FDはカナダでボクスホール・ブランドやエンヴォイの名称を冠して販売された最後のヴィクターであり、ニュージーランドに公式に輸入（と組み立て）が行われた最後のヴィクターでもあった。
1.6 と 2.0 Lの直列4気筒エンジンを搭載したヴィクターは、ヴィクター 3300（後に3300SL）と命名された大型の3,294 ccのクレスタ PCと共に販売された。（サルーンのみ、エステートは僅かが輸入）これらの車は4速MTかGM製2速パワーグライドATを搭載して製造され、ごく初期を除いてほとんど車がヴェントゥーラのグリルを装着していた。ホールデン・トライマチック（Holden Trimatic）変速機が最終モデルに搭載され、ベンチシート（ごく初期のモデルのみ）かバケットシートが据え付けられていた。

## FE シリーズ
トランスコンチネンタルとして知られる最後のヴィクター FEが1972年3月に発売された。この車は先代よりもかなり大きく見えたが、実際には幅は同じで大型化したバンパーにより全長が僅か2 in (5 cm) 長いだけであった。高くなった室内高とパッケージングの改良によりメーカーは前席足元で1.5インチ (38 mm)、後席足元の4インチ (100 mm)の拡張をトランクルームの容量に影響せずに確保したことを誇っていた。有効な頭上と肩周り空間の拡張は、ボディ側面パネルと側面窓の形状の変更により実現されていた。
このクラスの英国車の大部分がマニュアルトランスミッションを備えており、遅まきながらボクスホールも主要な競合車のフォード・ゼファーと共に先代のFDでは追い金が必要だった4速MTを標準装備とした。FEの重量増加はどうやらこの装備のために致し方ないものであったらしい。この4速MTは1,759 ccのヴィクターから3,294 ccの大トルクのヴェントゥーラ版まで全モデルで同じものを仕様しギヤ比も共通であった。当時の路上テストでは4気筒車が、この車の報道向け発表会の行われたポルトガルの山道では2速と3速の間が空きすぎていることに否定的な評価を受けた。
サスペンション構造は先代のものを踏襲していたが、先代で不評だった点に対する多数の細かな改良が加えられていた。ベースモデルを含む全てのモデルにアンチロールバーを標準設定とし、ヴィクターのアンダーステア傾向を抑えるために後輪のスプリングが固められていた。前輪のスプリングは当時の標準通りに柔らかいままであったが、輪間距離が1.7 in / 4 cm拡げられて車輪のジオメトリーはヴィクターの悪癖である「ノーズダイブ」（ブレーキ時に前車輪が沈み込む現象）傾向を抑え込むために改善が図られた。しかし、これは性能重視の批評家たちからの批判を集めることになった。
新しいヴィクターはそのフロア構造をオペル・レコルト Dと共有していたが、明確に異なるボディ、独自のサスペンション、レコルトのボール循環式に対してラック・アンド・ピニオン式のステアリング機構といった独自性を保っていた。顔回りは当時としては先進的なものであり、細いバンパーがグリルを横切りグリルの下1/3と車幅灯（4灯ヘッドライトのモデルの場合）がバンパーの下に位置していた。この人気の吸引力となる可能性のあった設えは、市場に出てナンバープレートを取り付けるとグリルの下部が完全にその陰に隠れてしまい完璧に魅力を失っていた。
ヴィクターと広範囲に類似点のあるリュッセルスハイム（Rüsselsheim）製の従兄弟との比較は避けられないものであった。後席から見た一番の相違点は、オペルのドアにはボクスホールのデザイナーが「切れ目のないクリーンな外観」を好んで取り去ってしまったクォーターガラスが残されており、その結果後部ドアの窓ガラスが完全にドア内に収納できることであった。ヴィクターの後席に座る者は窓を開けようとしても後輪のホイールアーチに邪魔されて高さ1/3辺りまでしか下げられず、これが間違いなく後部座席に座るであろう幼い子供を守るチャイルドロックを補完する安全装置となった。外から見る限りはどこにも共通のボディパネルを使用してはいなかったが、細部を注意してみるとドアノブやワイパー機構といった細かな部品をオペル・レコルト Dと共用していることが分かった。

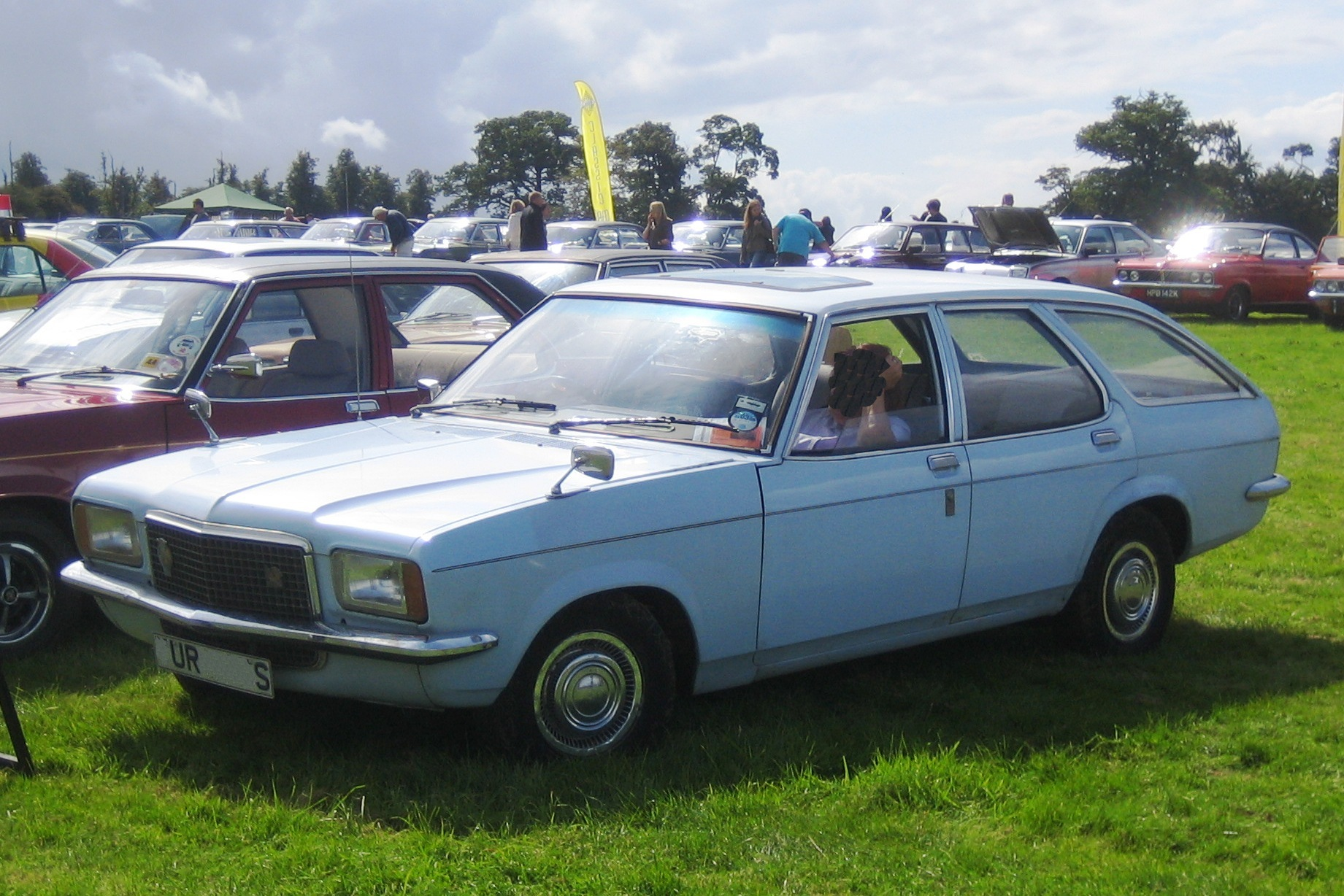
ヴィクター FE エステート

ヴィクターFEはオペル車とは全く別個に設計された最後のボクスホール車であった。エンジンはFDシリーズから引き継いだもので、排気量は1、759 cc と 2,279 ccへと若干大きくされていた。短い期間だけ直列6気筒エンジンがヴェントゥーラと3300SLに搭載され、後者は事実上豪華なヴェントゥーラから飾りを取り払ったヴィクター エステートであった。エステートはレコルトのワゴン版よりも傾斜の強いハッチバック車のような後部形状をしており、前後重量配分は完全な50：50であった。
1974年にその他のモデルのモデルチェンジに伴い、ついにヴェントゥーラのエステート版が導入された。
世界的なオイルショックの影響により輸出は減少し、会社の混沌とした状況のイメージが増して行ったことで1970年代初めからボクスホールの凋落を引き起こしたことにより1976年初めにVXシリーズに引き継ぐまでに生産されたFEの販売台数は5万5,000台に留まった。

### VX シリーズ

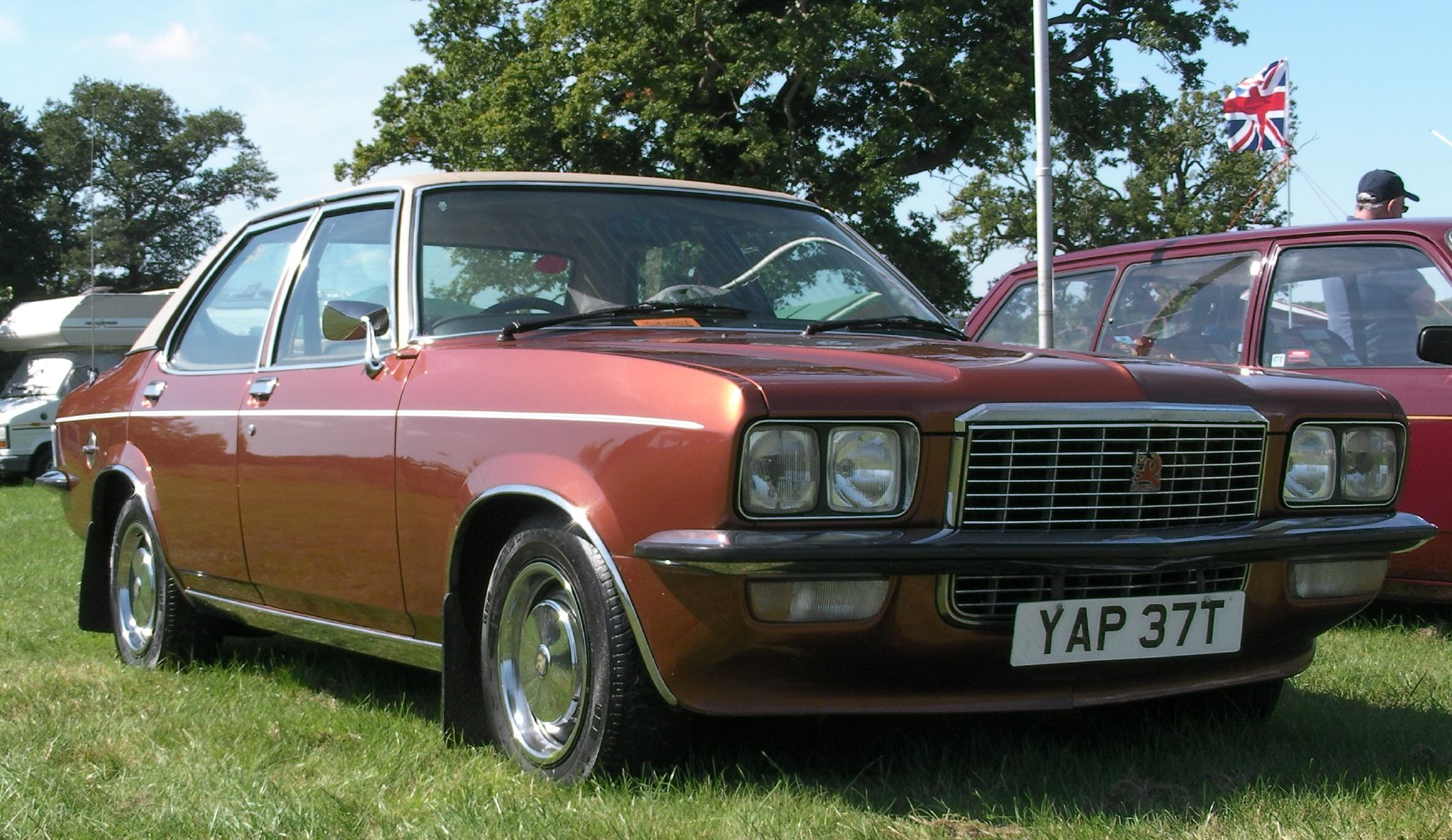
後期型のVX2300 GLS

1976年初めから比較的大きな1,800 ccエンジンを搭載したヴィクターが、企業の社用車を統括する管理者がより新しく小型で比較的装備の良いキャバリエ GL（Vauxhall Cavalier GL）のより色よい値引き額を引き出す材料に使えるようなお奨め価格で発売され、ベースモデルのヴィクターは当惑するような値付けに据え置かれた。古いヴィクターを上級車市場へ移行させようという試みでボクスホールはベースの1,800 ccモデルの外装加飾を2,300 ccモデルと同じようにし、布生地のシート表皮やセンターコンソールと共に木製化粧板で飾られた新しい計器盤といった内装も向上が図られた。シートベルトとハザードランプが全モデルに廉価に提供された。ボンネットの下の1,800 ccエンジンにも様々な改良が施され、出力は前モデルの77 bhp (57 kW; 78 PS)から88 bhp (66 kW; 89 PS)へ増大していた。こういった変更により重量は増えていたが、最高速度は89 mph (143 km/h) から 100 mph (161 km/h)へと向上していた。変更したことを気付かせるためにボクスホールはヴィクターの車名を廃止し、ボクスホール・VXとした。VXシリーズは外観では単純化されたグリルとヘッドライトが新しくなったことで識別することができた。
3年早くボクスホール・クレスタが消滅したためFEボディのヴェントゥーラのみが古いボクスホール製6気筒エンジンを使用していたが、今や4気筒エンジンを搭載したVX 2300 GLSがフラッグシップ車として6気筒のヴェントゥーラを代替した。
1977年3月にゲトラグ製クロスレシオ5速MTを装備したよりスポーティなVX 4/90が今度はVXをベースに（先代はFEベース）して、当初はヨーロッパ本土の輸出市場向けのみに導入された。この車は連装キャブレターを既存の2,279 ccの4気筒に装着して116 bhp (87 kW; 118 PS)を発生するエンジンを搭載していた。燃料噴射装置版も計画され試作車でのテストが行われたが、実際の量産車としては日の目を見なかった。VX 4/90はハロゲン・ヘッドライトとバンパー上に補助のフォグライトを備え、ロードノイズを減らすために遮音材が追加されていた。側面ガラスの枠は黒に塗られ、塗色は4色のみでその内3色はメタリックであった。メーカーは1978年にVX 4/90にのみ右ハンドル仕様を英国市場に導入すると発表した。1978年にカールトン（Vauxhall Carlton）がショールームに静かに登場するとルートン（Luton）で生産されるヴィクターFEをベースにしたVX 4/90の生産終了時期は定かではなくなったが、1979年初めまでは販売車種に名を連ねていた。

## 派生車種
「VX フォー・ナインティ」は1962年頃に初めてFBシリーズに高性能版として追加された。FBシリーズの生産期間中に名称が多少変更されて「VX 4/90」となり、FEシリーズまで継続された。最後のVXは1978年に「VX490」と改称された。VX フォー・ナインティという名称は元々仕様上の「Vauxhall eXperimental 4気筒エンジン 90 in³」から名付けられた。性能向上の改良と共にVX 4/90にはヴィクターと差別化するために外装と内装に幾つかの改装が施された。
「ヴェントゥーラ」は1968年のFDシリーズに導入され、1976年にFEシリーズで廃止されるまで販売された。この車はヴィクターのボディを使用していたが、大型のクレスタに搭載されていたベッドフォード由来の3,294 cc  6気筒エンジンを使用していた。ヴェントゥーラもヴィクターと差別化するために外装と内装に幾つかの改装が施されていた。

## 特製のヴィクター

### ビッグ・ベルタ
英国のモータースポーツの「スーパー・サルーン」カテゴリーに参戦するために1974年にワンオフで「ビッグ・ベルタ」と綽名を付けられたFEの特別モデルのホールデン＝レプコ ヴェントゥーラが製作された。ゲーリー・マーシャル（Gerry Marshall）の運転するこの車は強力なレース用チューンが施されたホールデン製5.0nbsp;L V型8気筒エンジンを搭載し、その全体形状以外はほとんど量産車との近似性は無かった。この車は不運に見舞われ6回目のレースで事故にあった。この車は大き過ぎ且つ重過ぎて、マーシャルの腕をもってしても操縦性に多大な問題を抱えていた。最終的に同じエンジンとシャーシ（短縮して）をずっと小型のボディと組み合わせた新しい車を製作することに決まり、この車には「ドループスヌート」フィレンザのボディが与えられた。「ベイビー・ベルタ」（Baby Bertha）と綽名されたこの車は、1977年にボクスホールがレースからラリーへと参戦の場を移すまでレースを席巻し、非常な成功を収めた。

## 最近の発見
2009年9月10日に1台のヴィクター101がサマーセットの砂浜の砂の中から出現した。この車は36年前に紛失し、寄せる波に洗われて泥の中に埋もれた。車両の前部と後部がエンジンと共に海中で確認された BBC News。